# Foum Oudi
Foum Oudi (franska: Foum Oudi (CR), Foum Oudi (Commune Rurale), arabiska: زاوية الشيخ (البلدية)) är en kommun i Marocko.   Den ligger i provinsen Béni Mellal och regionen Béni Mellal-Khénifra, i den nordöstra delen av landet, 200 km söder om huvudstaden Rabat. Antalet invånare är 7 802.